# Mississippi Burning - Le radici dell'odio
Mississippi Burning - Le radici dell'odio (Mississippi Burning) è un film del 1988, diretto da Alan Parker e interpretato da Gene Hackman, Willem Dafoe e Frances McDormand, ispirato all'assassinio degli attivisti per i diritti civili del Mississippi, avvenuto nella contea di Neshoba, Mississippi, nella notte tra il 21 e 22 giugno 1964, da parte di un gruppo di appartenenti al Ku Klux Klan, capeggiati dal vicesceriffo e coperti dallo sceriffo.

## Trama
Nel giugno del 1964 tre giovani attivisti per i diritti civili degli afroamericani (African-American Civil Rights Movement) non fanno ritorno dopo essersi recati nella contea di Jessup, Mississippi, per istruire gli appartenenti alla comunità nera all'iscrizione nei registri elettorali; l'FBI, all'epoca diretto da J. Edgar Hoover, invia sul posto i due agenti Rupert Anderson e Alan Ward, per indagare sulla loro scomparsa.
I due agenti sono agli antipodi in tutto, per formazione, età e provenienza e la strada che devono intraprendere, spesso in contrasto tra loro, è molto pericolosa, confrontandosi dapprima con l'omertà delle autorità e degli abitanti di fronte alle molteplici brutalità perpetrate contro la popolazione nera, e successivamente con gli uomini del Ku Klux Klan, presenti in ogni ganglio della piccola contea, compresi lo sceriffo e il suo vice.
La scomparsa dei tre ragazzi attira nella piccola contea non solo l'interesse dell'FBI ma anche quello dei media ma, nonostante il ritrovamento dell'automobile in una palude, i due agenti non riescono a ricostruirne le ultime ore di vita. Qualche piccolo aiuto giunge da alcuni giovani della comunità nera ma le immediate rappresaglie del Klan sortiscono il duplice effetto di alzare ulteriormente il muro di paura e di vedere condannati tre appartenenti al Klan ad una breve, e sospesa, pena detentiva per la distruzione della casa di un giovane nero, colpevole di avere parlato con gli agenti.
La moglie del vicesceriffo Pell, una donna dal carattere semplice che non condivide la spirale di odio che regna nel Mississippi, viene lentamente convinta da Anderson ad aprirsi e una sera, mentre il marito si trova ad un raduno del Klan, dove il leader locale Clayton Townley arringa la folla contro l'integrazione razziale, gli rivela il luogo dove i corpi dei tre attivisti sono stati sepolti e per questo, su ordine dello sceriffo Stuckey, verrà selvaggiamente picchiata dal marito.
A seguito di questi episodi Ward decide di seguire i metodi poco ortodossi di Anderson: vengono utilizzati tutti i mezzi possibili, dalla coercizione al ricatto, per incriminare gli autori degli omicidi per cospirazione e per violazione dei diritti civili, gli unici reati federali punibili, stante il rifiuto dello Stato del Mississippi di accusare gli assassini per omicidio, e, individuato in Lester Cowens il soggetto debole del gruppo, Anderson lo costringe a collaborare, riuscendo a mettere sotto processo i mandanti e gli esecutori dei delitti, ottenendone così la condanna.

## Produzione

### Cast
- Alan Ward (Willem Dafoe): agente dell'FBI, idealista, tenace ma fedele alla procedura; restio a farsi coinvolgere in alcuna attività al di fuori della legge; il suo personaggio è ispirato alla figura dell'agente Joseph Aloysius Sullivan.
- Rupert Anderson (Gene Hackman): agente dell'FBI nato nel Mississippi ed ex sceriffo di contea; conoscitore delle dinamiche del luogo e della popolazione, tende ad agire con metodi propri; il suo personaggio è ispirato alla figura dell'agente John Proctor.
- Clayton Townley (Stephen Tobolowsky): potente uomo d'affari del luogo e leader del gruppo del Ku Klux Klan della contea; pur non avendo preso materialmente parte agli omicidi sarà incriminato e condannato per cospirazione; il suo personaggio è ispirato al fondatore e capo dei "cavalieri bianchi" del Ku Klux Klan Samuel Bowers.
- Ray Stuckey (Gailard Sartain): sceriffo della contea, partecipe dei fatti avvenuti ma non presente al momento degli omicidi, risultando per questo l'unico assolto tra gli incriminati; il suo personaggio è ispirato alla figura dello sceriffo Lawrence Andrew Rainey.
- Clinton Pell (Brad Dourif): vicesceriffo della contea, presente in tutte le fasi degli omicidi, dall'arresto dei tre giovani al seppellimento dei loro cadaveri; il suo personaggio è ispirato alla figura del vicesceriffo Cecil Ray Price.
- Frank Bailey (Michael Rooker): uomo dal carattere violento e fanatico razzista, esecutore materiale dei delitti; il suo personaggio è ispirato alla figura di Alton Wayne Roberts.
- Lester Cowens (Pruitt Taylor Vince): autore, insieme a Frank Bailey, dell'omicidio di uno dei tre attivisti; le sue informazioni forniranno gli elementi decisivi all'FBI per risolvere il caso; il suo personaggio è ispirato alla figura di James Jordan.

### Riprese
Il film fu girato in Mississippi e in Alabama. La maggior parte delle scene girate in Mississippi furono effettuate nella contea di Jackson; la scena del funerale di James Earl Chaney fu girata nel Cedar Hill Cemetery a Vicksburg; l'ufficio dello sceriffo e l'aula del tribunale della contea di Jessup furono locati nel vecchio palazzo di giustizia di Vaiden, demolito nei primi anni '90, mentre le riprese in esterno della palude furono effettuate presso la Ross Barnett Reservoir, a nord est di Jackson e Bovina e ad est di Vicksburg. La piazza della città di Philadelphia (Mississippi) è in realtà quella di La Fayette, in Alabama, sita al confine con la Georgia. Il cinema, base dell'FBI durante le indagini, venne chiuso negli anni '60 ed ora è un negozio di automobili.

## Inesattezze storiche
- Nel film, "Mr. X", l'informatore che consentì agli agenti di rinvenire i corpi dei tre attivisti e di risolvere il caso, è identificato nella moglie del vicesceriffo Pell, interpretata da Frances McDormand. Nella realtà questi fu un appartenente al Ku Klux Klan, ed autore di uno degli omicidi, di nome James Jordan; nel film il personaggio ha il nome di Lester Cowens[2].

## Riconoscimenti
- 1989 - Premio Oscar
  - Migliore fotografia a Peter Biziou
  - Nomination Miglior film a Frederick Zollo e Robert F. Colesberry
  - Nomination Migliore regia a Alan Parker
  - Nomination Miglior attore protagonista a Gene Hackman
  - Nomination Miglior attrice non protagonista a Frances McDormand
  - Nomination Miglior montaggio a Gerry Hambling
  - Nomination Miglior sonoro a Robert J. Litt, Elliot Tyson, Rick Kline e Danny Michael

- 1989 - Golden Globe
  - Nomination Miglior film drammatico
  - Nomination Migliore regia a Alan Parker
  - Nomination Miglior attore in un film drammatico a Gene Hackman
  - Nomination Migliore sceneggiatura a Chris Gerolmo
- 1990 - Premio BAFTA
  - Migliore fotografia a Peter Biziou
  - Miglior montaggio a Gerry Hambling
  - Miglior sonoro a Robert J. Litt, Elliot Tyson, Rick Kline e Danny Michael
  - Nomination Migliore regia a Alan Parker
  - Nomination Miglior colonna sonora a Trevor Jones
- 1989 - David di Donatello
  - Nomination Miglior film straniero a Alan Parker
  - Nomination Miglior attore straniero a Gene Hackman

- 1989 - Festival di Berlino
  - Orso d'argento, migliore attore protagonista a Gene Hackman
  - Nomination Orso d'Oro a Alan Parker
- 1988 - National Board of Review Award
  - Miglior film
  - Migliore regia a Alan Parker
  - Miglior attore protagonista a Gene Hackman
  - Miglior attrice non protagonista a Frances McDormand
- 1988 - Chicago Film Critics Association Award
  - Miglior film
  - Miglior attrice non protagonista a Frances McDormand
- 1989 - Kansas City Film Critics Circle Awar
  - Miglior attrice non protagonista a Frances McDormand